# 인터넷 자유 지수
인터넷 자유 지수는 미국에 본사를 둔 프리덤 하우스가 매년 출판하는 인터넷 자유 지수이다.

## 평가 방법
평가 대상국을 지정해 접속에 대한 장애요인들 또는 인터넷 서비스 제공자들에 대한 법적 및 소유권의 통제 및 규제 기관의 독립에 대한 기반적 및 경제적 장벽들, 콘텐츠 제한은 콘텐츠·기술 필터링 및 웹 사이트 차단·자체 검열·온라인 뉴스 미디어의 진동 및 다양성·시민 동원을 위한 디지털 도구 사용에 대한 법적 규제, 사용자 권한 위반(온라인 연설 및 활동에 대한 감시, 개인 정보 보호, 영향(예: 투옥, 외계인 괴롭힘 또는 사이버 공격))을 다룬다. 100점을 만점으로 하되 낮은 점수가 나올수록 자유로운 국가이며 30점 이하이면 자유, 30점 초과 60점 이하이면 부분 자유, 60점 초과이면 부자유로 판정한다.

## 조사 대상국(65개국)
- 감비아
- 나이지리아
- 남아프리카 공화국
- 대한민국
- 독일
- 러시아
- 레바논
- 르완다
- 리비아
- 말라위
- 말레이시아
- 멕시코
- 모로코
- 미국
- 미얀마
- 바레인
- 방글라데시
- 베네수엘라
- 베트남
- 벨라루스
- 브라질
- 사우디아라비아
- 수단
- 스리랑카
- 시리아
- 싱가포르
- 아랍에미리트
- 아르메니아
- 아르헨티나
- 아이슬란드
- 아제르바이잔
- 앙골라
- 에스토니아
- 에콰도르
- 에티오피아
- 영국
- 오스트레일리아
- 요르단
- 우간다
- 우즈베키스탄
- 우크라이나
- 이란
- 이집트
- 이탈리아
- 인도
- 인도네시아
- 일본
- 잠비아
- 조지아
- 중국
- 짐바브웨
- 카자흐스탄
- 캄보디아
- 캐나다
- 케냐
- 콜롬비아
- 쿠바
- 키르기스스탄
- 태국
- 튀르키예
- 튀니지
- 파키스탄
- 프랑스
- 필리핀
- 헝가리

## 국가별 순위
| 순위 | 국가              | 인터넷 자유 지수 2018 | 점수 |
| ---- | ----------------- | --------------------- | ---- |
| 1    | 아이슬란드        | 자유                  | 6    |
| 1    | 에스토니아        | 자유                  | 6    |
| 3    | 캐나다            | 자유                  | 15   |
| 4    | 독일              | 자유                  | 19   |
| 5    | 오스트레일리아    | 자유                  | 21   |
| 6    | 미국              | 자유                  | 22   |
| 7    | 영국              | 자유                  | 23   |
| 8    | 남아프리카 공화국 | 자유                  | 25   |
| 8    | 이탈리아          | 자유                  | 25   |
| 8    | 일본              | 자유                  | 25   |
| 8    | 조지아            | 자유                  | 25   |
| 8    | 프랑스            | 자유                  | 25   |
| 13   | 아르메니아        | 자유                  | 27   |
| 14   | 아르헨티나        | 자유                  | 28   |
| 15   | 헝가리            | 자유                  | 29   |
| 16   | 브라질            | 부분 자유             | 31   |
| 16   | 콜롬비아          | 부분 자유             | 31   |
| 16   | 필리핀            | 부분 자유             | 31   |
| 19   | 케냐              | 부분 자유             | 32   |
| 20   | 대한민국          | 부분 자유             | 36   |
| 21   | 나이지리아        | 부분 자유             | 37   |
| 22   | 키르기스스탄      | 부분 자유             | 38   |
| 22   | 튀니지            | 부분 자유             | 38   |
| 24   | 말라위            | 부분 자유             | 39   |
| 25   | 멕시코            | 부분 자유             | 40   |
| 25   | 앙골라            | 부분 자유             | 40   |
| 25   | 에콰도르          | 부분 자유             | 40   |
| 28   | 싱가포르          | 부분 자유             | 41   |
| 28   | 우간다            | 부분 자유             | 41   |
| 30   | 잠비아            | 부분 자유             | 42   |
| 31   | 인도              | 부분 자유             | 43   |
| 32   | 말레이시아        | 부분 자유             | 45   |
| 32   | 모로코            | 부분 자유             | 45   |
| 32   | 우크라이나        | 부분 자유             | 45   |
| 35   | 인도네시아        | 부분 자유             | 46   |
| 36   | 레바논            | 부분 자유             | 47   |
| 36   | 스리랑카          | 부분 자유             | 47   |
| 38   | 요르단            | 부분 자유             | 49   |
| 39   | 리비아            | 부분 자유             | 51   |
| 39   | 방글라데시        | 부분 자유             | 51   |
| 41   | 짐바브웨          | 부분 자유             | 53   |
| 42   | 감비아            | 부분 자유             | 55   |
| 42   | 르완다            | 부분 자유             | 55   |
| 42   | 캄보디아          | 부분 자유             | 55   |
| 45   | 아제르바이잔      | 부분 자유             | 60   |
| 46   | 카자흐스탄        | 부자유                | 62   |
| 47   | 미얀마            | 부자유                | 64   |
| 47   | 벨라루스          | 부자유                | 64   |
| 49   | 수단              | 부자유                | 65   |
| 49   | 태국              | 부자유                | 65   |
| 51   | 베네수엘라        | 부자유                | 66   |
| 51   | 튀르키예          | 부자유                | 66   |
| 53   | 러시아            | 부자유                | 67   |
| 54   | 아랍에미리트      | 부자유                | 69   |
| 55   | 바레인            | 부자유                | 71   |
| 56   | 이집트            | 부자유                | 72   |
| 57   | 사우디아라비아    | 부자유                | 73   |
| 57   | 파키스탄          | 부자유                | 73   |
| 59   | 우즈베키스탄      | 부자유                | 75   |
| 60   | 베트남            | 부자유                | 76   |
| 61   | 쿠바              | 부자유                | 79   |
| 62   | 시리아            | 부자유                | 83   |
| 62   | 에티오피아        | 부자유                | 83   |
| 64   | 이란              | 부자유                | 85   |
| 65   | 중국              | 부자유                | 88   |

## 같이 보기
- 세계 자유 지수